# William Fellowes (2e baron de Ramsey)
Pour les articles homonymes, voir Fellowes.
William Henry Fellowes, 2e baron de Ramsey (16 mai 1848 - 8 mai 1925), est un homme politique conservateur britannique.

## Biographie
Il est le fils aîné d'Edward Fellowes (1er baron de Ramsey) et de Mary Julia Milles. Ailwyn Fellowes (1er baron Ailwyn), est son frère cadet.
Il achète une commission de cornet aux Life Guards le 16 mars 1867; il s'est retiré en tant que capitaine le 21 juillet 1877.
Il succède à son père comme député du Huntingdonshire en 1880, siège qu'il occupe jusqu'en 1885, date à laquelle la circonscription est abolie, puis représente Ramsey jusqu'en août 1887, date à laquelle il hérite de la baronnie à la mort de son père et entre à la Chambre des lords. En 1890, il est nommé Lord-in-waiting (whip du gouvernement à la Chambre des lords) dans l'administration conservatrice de Lord Salisbury, poste qu'il occupe jusqu'à la défaite des conservateurs aux élections générales de 1892.

## Famille
Il épouse Lady Rosamond Jane Frances Spencer-Churchill, fille de John Spencer-Churchill (7e duc de Marlborough), en 1877. Il devient ainsi le beau-frère de Lord Randolph Churchill et l'oncle (par mariage) de Winston Churchill. Lady de Ramsey est décédée en 1920. Lord de Ramsey lui a survécu cinq ans et est décédé en mai 1925, à l'âge de 76 ans. Il est remplacé dans la baronnie par son petit-fils Ailwyn, son fils et héritier du capitaine Coulson Churchill Fellowes est décédé en service actif pendant la Première Guerre mondiale.
- Alexandra Frances Anne Fellowes (29 juin 1880-16 septembre 1955), mariée au brigadier général Ferdinand Charles Stanley
- Coulson Churchill Fellowes (8 février 1883 - 22 octobre 1915), épouse d'abord Gwendolen Dorothy Jefferson et ensuite Lilah O'Brien 
  - Ailwyn Fellowes (3e baron de Ramsey) (1910–1993)
- Reginald Ailwyn Fellowes (20 janvier 1884 - 19 mars 1953), épouse Marguerite Séverine Philippine Decazes de Glücksberg plus connue sous le nom de Daisy Fellowes
- Gladys Cecil Georgina Fellowes (4 janvier 1885 - 4 août 1952), épouse le capitaine Heneage Greville Finch, Lord Guernsey
- Hermione Frances Caroline Fellowes (31 juillet 1886 - janvier 1972), mariée au brigadier général Esmé Charles Gordon-Lennox et remariée à Rolf Cederström, Baron Cederström
- Sybil Inna Mildred Fellowes (24 octobre 1888 - 18 mai 1948), épouse George Butler (5e marquis d'Ormonde)